# Дома 1079 км
Дома 1079 км (рос. Дома 1079 км) — починок в Малопургинському районі Удмуртії, Росія.

## Населення
Населення — 20 осіб (2010; 13 в 2002).
Національний склад станом на 2002 рік:
- удмурти — 92 %